# Baroa punctivaga
Baroa punctivaga là một loài bướm đêm thuộc phân họ Arctiinae, họ Erebidae.